# مهدی شهیدی
مهدی شهیدی مجتهد و حقوقدان برجسته ایرانی، نویسندهٔ کتب دانشگاهی در رشتهٔ حقوق مدنی و استاد رشتهٔ حقوق در دانشگاه شهید بهشتی تهران بود.

## زندگی
وی در ۱۷ خرداد سال ۱۳۱۳ شهر قزوین زاده شد و پدرش را در سنین کودکی از دست داد.
به مناسبت واقعه کشته شدن جدش حاج ملا محمدتقی برغانی که از علمای قزوین بود و در محراب مسجد کشته شد و شهید ثالث نام گرفت، نام خانوادگی اش شهیدی بود. پدرش از دانشگاه تهران لیسانس زبان فرانسه گرفته و رئیس فرهنگ نهاوند بود. مهدی شهیدی با ایراندخت نظری ازدواج کرد.

## درگذشت

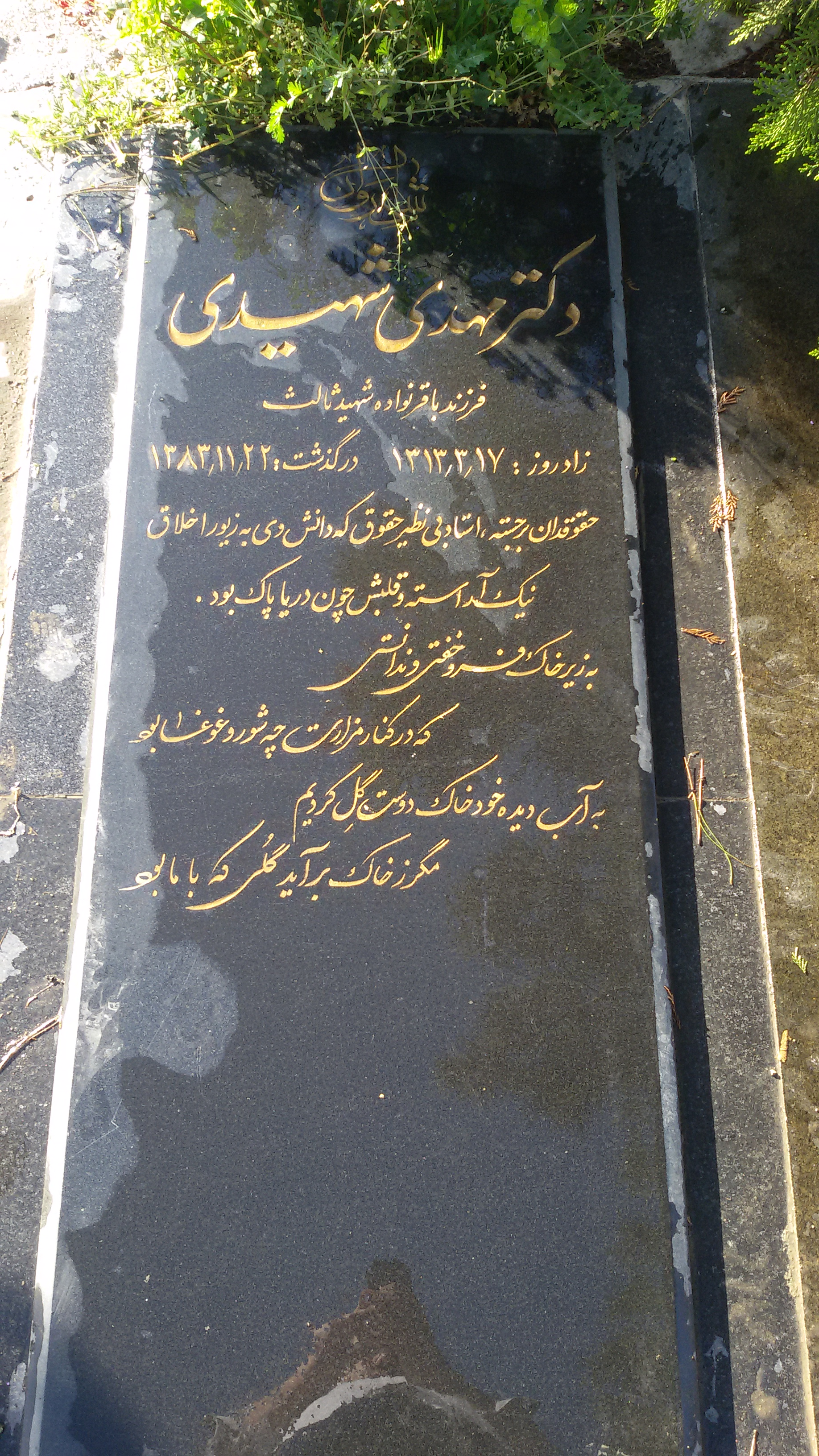
مزار مهدی شهیدی در قطعه ۸۰ بهشت زهرا تهران

مهدی شهیدی در ۲۲ بهمن سال ۱۳۸۳ بعد از یک بیماری درگذشت و در قطعه ۸۰ بهشت زهرای تهران به خاک سپرده شد.

## سوابق تحصیل
- گواهی اجتهاد از محمد تقی آملی در مورد علوم فلسفه، ادبیات، فقه[نیازمند منبع]
- ، کارشناسی و کارشناسی ارشد رشته حقوق با رتبه ممتازی از دانشکده حقوق تهران
- دوره D.E.S حقوق خصوصی)
- دیپلم مطالعات عالی دولتی (از فرانسه، دوره D.E.S علوم کیفری)
- دیپلم مطالعات عالی دولتی از فرانسه
- دکترای دولتی حقوق خصوصی از فرانسه و اصول[۲]
- تدریس در دانشکده حقوق دانشگاه شهید بهشتی و دانشکده اقتصاد و علوم بانکی و خدمات اجتماعی.

## فعالیت‌ها و افتخارات
- استاد نمونهٔ دانشگاه‌های کشور در سال ۱۳۸۰
- استاد نمونهٔ دانشگاه شهید بهشتی در سال ۱۳۷۲
- اخذ گواهی اجتهاد از محمدتقی آملی[۳]
- وکیل پایه یک دادگستری
- اخذ دکترای دولتی در حقوق خصوصی از فرانسه
- استاد و از اعضاء هیئت علمی دانشگاه شهید بهشتی (دانشگاه ملی سابق)

### زمینه علمی مقالات
مسائل متنوع حقوقی، حقوق مدنی بازرگانی و ادله اثبات دعوی، مسائل حقوقی مربوط به موضوعات مستحدث حاوی بحثها و تحلیلهای حقوقی برای اولین بار نظیر تلقیح مصنوعی انسان، وضعیت حقوقی کودک آزمایشگاهی و مسائل کیفری.

## همکاری با کانون وکلای دادگستری مرکز
دکتر مهدی شهیدی مدت بیست و سه سال در برگزاری امتحان‌های اختبار کانون وکلای دادگستری مرکز و کمیسیون استفتائات، با این کانون همکاری داشته‌است.

## نظریات
نظریه «پول» را اولین بار در کتاب سقوط تعهدات در سال ۱۳۶۸ مطرح کرد. در مقررات قانونی مختلف از جمله ماده ۵۲۲ قانون آیین دادرسی مدنی و قانون نحوه تقویم مهریه به نرخ روز می‌توان یافت.

## زمینه‌های علمی و تحقیقاتی
لوایح قانونی قانون مجازات، ط‌رح قانون اساسی، اصلاح قانون تجارت، مسائل معضل حقوقی استعلام شده از ط‌رف کانون وکلای دادگستری، دعاوی مطروح بین سازمانهای دولتی و اشخاص حقیقی وحقوقی خارجی، مسائل استعلام شده از سوی بانک مرکزی و دفتر خدمات حقوقی بین‌المللی درکمیته‌های تخصصی و شورای حقوقی وزارت راه و ترابری.

## کتاب‌ها
- حقوق مدنی۳ (تعهدات)
- حقوق مدنی ۶ (عقود معین ۱)
- ارث
- اندیشه حقوقی (مجموعه مقالات)
- دوره تعهدات:
- جلد اول: تشکیل قراردادها و تعهدات
- جلد دوم: اصول قراردادها و تعهدات
- جلد سوم :آثار قراردادها و تعهدات
- جلد چهارم: شروط ضمن عقد
- جلد پنجم: سقوط تعهدات

کتاب‌های ایشان توسط انتشارات مجد منتشر می‌شود.